# فيلوربا
فيلوربا (بالإيطالية: Villorba)‏ هي بلدية في مقاطعة تريفيزو بمنطقة فنيتة، شمال إيطاليا. تقع على بعد 35 كيلومترًا (22 ميلًا) شمال مدينة البندقية، و8 كيلومترات (5 ميل) شمال تريفيزو.